# Julijampil
Julijampil (ukr. Юліямпіль) – wieś na Ukrainie, w obwodzie winnickim, w rejonie tulczyńskim, w hromadzie Szpykiw. W 2001 liczyła 204 mieszkańców, spośród których 202 wskazało jako ojczysty język ukraiński, 2 rosyjski, a 1 mołdawski.